# Грузская (приток Кальмиуса)
Грузская (укр. Грузька) — река на Украине, левый приток Кальмиуса. Бассейн Азовского моря. Длина 47 км. Площадь водосборного бассейна 517 км². Уклон 2,2 м/км. Долина трапециевидная, шириной до 2 км. Русло слабо извилистое, илистое, шириной до 5 м. Используется сельским хозяйством и для водоснабжения населения.
Берёт начало около Макеевки. Протекает по территории города Макеевки и Старобешевского района Донецкой области. Фактически контролируется Россией.
Над рекой расположены следующие населённые пункты (от истоков до устья): Макеевка, пгт Межевое, пгт Грузско-Зорянское, пгт Грузско-Ломовка, Моспино, Горбачёво-Михайловка.
У Горбачёво-Михайловки река Грузская впадает в реку Кальмиус, в результате чего Кальмиус становится значительно полноводней.